# 64. Golden Globe-gála
A 64. évi Arany Glóbusz, azaz Golden Globe-díjátadóra 2007. január 15-én került sor Kalifornia államban, a Beverly Hills-i Beverly Hilton Hotelben. A 2006-os film- és televíziós produkciók jelöltjeinek sorát a Bábel című film vezette 9 jelöléssel, melyek közül végül egyet váltott díjra, a legjobb film (dráma) kategóriában. Helen Mirren színésznő két díjat vehetett át, A királynőben II. Erzsébet brit királynőt, az Elizabeth című tévés alkotásban pedig I. Erzsébetet alakította. Leonardo DiCaprio és Clint Eastwood egy-egy kategórián belül kétszer volt esélyes, de egyikük sem nyerte el a díjat. Eastwood filmje azonban, a Levelek Ivo Dzsimából a legjobb nem angol nyelvű film elismerésével gazdagodott. Martin Scorsese pályafutása második Arany Glóbuszát vihette haza A tégla rendezéséért. Az est abszolút nyertese a Dreamgirls című film volt, mely háromszorosan örülhetett a díjnak, a legjobb vígjáték/musical mellett a legjobb férfi és női mellékszereplő is e filmből került ki, előbbi elismerésnek Eddie Murphy örülhetett.
A tévés kategóriákban A Grace klinika és a Betty, a csúnya lány amerikai változata került ki győztesen, utóbbi főszereplőnője lett a legjobb színésznő is kategóriáján belül. A színészi díjazottak között találjuk továbbá Hugh Laurie-t a Doktor Houseért, Alec Baldwint, Bill Nighy-t és Jeremy Ironst. 
A szórakoztatóiparban tett komoly munkáért járó Cecil B. DeMille-életműdíjat ebben az évben Warren Beatty kapta.

## Kategóriák és jelöltek
Nyertesek félkövérrel jelölve

### Mozifilmek

#### Legjobb film (dráma)
- Apró titkok
- Bábel
- Bobby
- A királynő
- A tégla

#### Legjobb film (musical vagy vígjáték)
- Borat: Kazah nép nagy fehér gyermeke menni művelődni Amerika
- A család kicsi kincse
- Dreamgirls
- Az ördög Pradát visel
- Köszönjük, hogy rágyújtott!

#### Legjobb színész (dráma)
- Leonardo DiCaprio (A tégla)
- Leonardo DiCaprio (Véres gyémánt)
- Peter O’Toole (Vénusz)
- Will Smith (A boldogság nyomában)
- Forest Whitaker (Az utolsó skót király)

#### Legjobb színész (musical vagy vígjáték)
- Sacha Baron Cohen (Borat: Kazah nép nagy fehér gyermeke menni művelődni Amerika)
- Johnny Depp (A Karib-tenger kalózai: Holtak kincse)
- Aaron Eckhart (Köszönjük, hogy rágyújtott!)
- Chiweter Ejiofor (Mr. Tűsarok)
- Will Ferrell (Felforgatókönyv)

#### Legjobb színésznő (dráma)
- Judi Dench (Egy botrány részletei)
- Penélope Cruz (Volver)
- Maggie Gyllenhaal (SherryBaby)
- Helen Mirren (A királynő)
- Kate Winslet (Apró titkok)

#### Legjobb színésznő (musical vagy vígjáték)
- Annette Bening (Kés, villa, olló)
- Toni Collette (A család kicsi kincse)
- Beyoncé Knowles (Dreamgirls)
- Meryl Streep (Az ördög Pradát visel)
- Renée Zellweger (Miss Potter)

#### Legjobb mellékszereplő színész
- Ben Affleck (Hollywoodland)
- Eddie Murphy (Dreamgirls)
- Jack Nicholson (A tégla)
- Brad Pitt (Bábel)
- Mark Wahlberg (A tégla)

#### Legjobb mellékszereplő színésznő
- Adriana Barraza (Bábel)
- Cate Blanchett (Egy botrány részletei)
- Emily Blunt (Az ördög Pradát visel)
- Jennifer Hudson (Dreamgirls)
- Kikucsi Rinko (Bábel)

#### Legjobb rendező
- Clint Eastwood (A dicsőség zászlaja)
- Clint Eastwood (Levelek Ivo Dzsimáról)
- Stephen Frears (A királynő)
- Alejandro González Iñárritu (Bábel)
- Martin Scorsese (A tégla)

#### Legjobb forgatókönyv
- Apró titkok
- Bábel
- Egy botrány részletei
- A királynő
- A tégla

#### Legjobb eredeti betétdal
- A bátrak hazája – „Try Not to Remember”
- Bobby – „Never Gonna Break My Faith”
- A boldogság nyomában – „A Father's Way”
- Dreamgirls – „Listen”
- Táncoló talpak – „The Song of the Heart”

#### Legjobb eredeti filmzene
- Bábel
- A da Vinci-kód
- A forrás
- Nomád
- Színes fátyol

#### Legjobb idegen nyelvű film
- Apocalypto
- A faun labirintusa
- Levelek Ivo Dzsimáról
- A mások élete
- Volver

#### Legjobb animációs film
- Rém rom
- Táncoló talpak
- Verdák

### Televízió

#### Legjobb televíziós sorozat (dráma)
- 24
- A Grace klinika
- Hármastársak
- Hősök
- Lost – Eltűntek

#### Legjobb televíziós sorozat (musical vagy vígjáték)
- Ki ez a lány?
- Nancy ül a fűben
- Office
- Született feleségek
- Törtetők

#### Legjobb televíziós minisorozat vagy tévéfilm
- Broken Trail
- Elizabeth
- Mrs. Harris
- Prime Suspect: The Final Act
- Pusztaház örökösei

#### Legjobb színész, televíziós sorozat (dráma)
- Patrick Dempsey (A Grace klinika)
- Michael C. Hall (Dexter)
- Hugh Laurie (Doktor House)
- Bill Paxton (Hármastársak)
- Kiefer Sutherland (24)

#### Legjobb színész, televíziós sorozat (musical vagy vígjáték)
- Alec Baldwin (A stúdió)
- Zach Braff (Dokik)
- Steve Carell (Office)
- Jason Lee (A nevem Earl)
- Tony Shalhoub (Monk, a flúgos nyomozó)

#### Legjobb színész, televíziós minisorozat vagy tévéfilm
- Andre Braugher (Thief)
- Robert Duvall (Broken Trail)
- Michael Ealy (Sleeper Cell – A terroristacsoport)
- Chiwetel Ejiofor (A cunami után)
- Ben Kingsley (Mrs. Harris)
- Bill Nighy (Gideon lánya)
- Matthew Perry (A diadal)

#### Legjobb színésznő, televíziós sorozat (dráma)
- Patricia Arquette (A médium)
- Edie Falco (Maffiózók)
- Evangeline Lilly (Lost – Eltűntek)
- Ellen Pompeo (A Grace klinika)
- Kyra Sedgwick (A főnök)

#### Legjobb színésznő, televíziós sorozat (musical vagy vígjáték)
- Marcia Cross (Született feleségek)
- America Ferrera (Ki ez a lány?)
- Felicity Huffman (Született feleségek)
- Julia Louis-Dreyfus (Christine kalandjai)
- Mary-Louise Parker (Nancy ül a fűben)

#### Legjobb színésznő, televíziós minisorozat vagy tévéfilm
- Gillian Anderson (Pusztaház örökösei)
- Annette Bening (Mrs. Harris)
- Helen Mirren (Elizabeth)
- Helen Mirren (Prime Suspect: The Final Act)
- Sophie Okonedo (A cunami után)

#### Legjobb mellékszereplő színész, televíziós sorozat, televíziós minisorozat vagy tévéfilm
- Thomas Haden Church (Broken Trail)
- Jeremy Irons (Elizabeth)
- Justin Kirk (Nancy ül a fűben)
- Masi Oka (Hősök)
- Jeremy Piven (Törtetők)

#### Legjobb mellékszereplő színésznő, televíziós sorozat, televíziós minisorozat vagy tévéfilm
- Emily Blunt (Gideon lánya)
- Toni Collette (A cunami után)
- Katherine Heigl (A Grace klinika)
- Sarah Paulson (A színfalak mögött)
- Elizabeth Perkins (Nancy ül a fűben)